# Port de plaisance en France

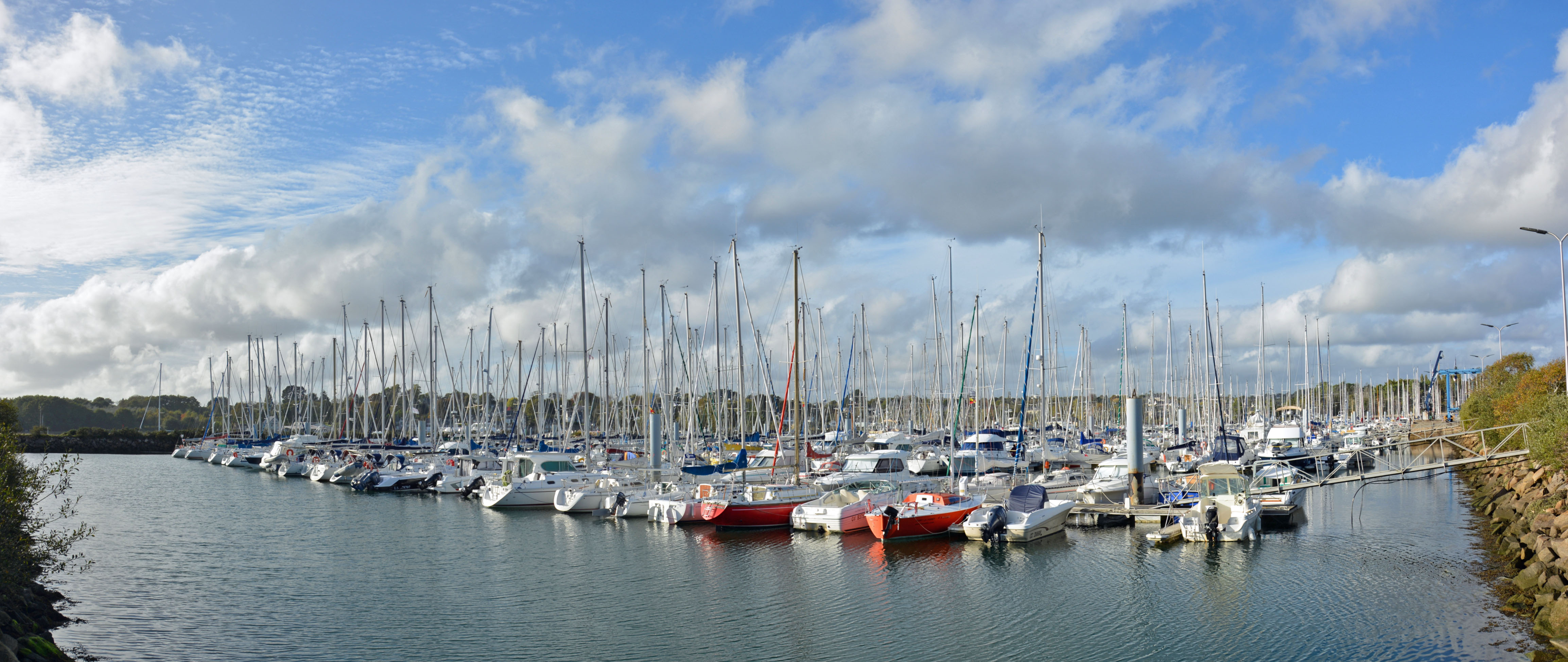
Le port de plaisance de Port-la-Forêt.

Depuis les années 60, de nombreux ports de plaisance ont été créés en France, soit à partir d'un port de taille réduite préexistant et tourné vers la pêche ou le commerce, soit par construction d'une extension dédiée à la plaisance non loin d'un port toujours actif (Le Moulin Blanc à Brest, Les Minimes à La Rochelle) soit plus rarement ab nihilo (Port-Camargue, Pornichet…)
Aujourd'hui les ports de plaisance situés dans les zones de croisière les plus prisées (baie de Quiberon, bassin d'Arcachon, Côte d'Azur) sont saturés. Le parc de bateaux augmente régulièrement alors que la création de nouveaux ports est devenue difficile sinon impossible : les emplacements favorables sont devenus rares et les résidents des communes littorales n'acceptent plus qu'une partie de la côte soit sacrifiée à ce type d'installation. Les extensions des ports existants ne permettent pas de régler le problème. L'acheteur d'un bateau peut attendre plusieurs années avant de disposer d'une place (5 ans en moyenne), le record étant enregistré à Granville (Manche) où le temps d'attente dépasse 30 ans.
Selon la Fédération française des ports de plaisance (FFPP), en 2008 on dénombrait en France (métropole et DOM-TOM) 180 ports de plaisance (maritimes et fluviaux), ainsi que 370 installations d'accueil (parfois simples bouées) soit 166 000 places au ponton et 166 000 places au mouillage,. 48 % de ces ports et installations sont gérées par une régie publique.
Le besoin serait de 54 000 places supplémentaires selon la FFPP, et 20 000 selon l'Union nationale des associations de navigateurs (UNAN), avec 76 % des plaisanciers inscrits sur liste d'attente qui possèderaient déjà une place (UNAN). Selon le cabinet Horizons Experts, près de 28 000 places seraient occupées par des plaisanciers de plus de 70 ans et seraient libérées dans les années futures alors que les générations suivantes semblent se détourner de la plaisance (- 25 % d'immatriculation de bateaux neufs en 2009). mais au même temps les chiffres d'immatriculation du neuf en 2009  ne sont pas une référence a cause de la crise économique mondiale .

## Réglementation
L'État a voulu d'abord conserver la maîtrise de ces aménagements ; puis la réglementation a évolué dans le sens d'une décentralisation (Lois de décentralisation du 2 mars 1982 et du 7 janvier 1983). La loi du 22 juillet 1983 complétant celle du 7 janvier 1983.
La Loi Littoral du 3 janvier 1986 a suivi, relative à l'aménagement, la protection et la mise en valeur du littoral. Elle définit des règles et principes portant notamment sur :
- la maîtrise de l'urbanisation littorale (Cf. directive d'aménagement national du 25 août 1979 relative à la protection et l'aménagement du littoral),
- l'accessibilité au rivage (Cf. Loi du 31 décembre 1976 portant réforme de l'urbanisme).

Concernant les ports de plaisance, la loi vise à modérer la velléité des aménageurs en édictant des dispositions générales qui ont pour but de limiter leur accroissement anarchique tout en favorisant des formules légères d’investissements.
- L’article L.146-6 du Code de l'urbanisme (nouveau) prescrit que « les documents et décisions relatifs à la vocation des zones ou à l'occupation et à l'utilisation des sols préservent les espaces terrestres et marins, sites et paysages remarquables ou caractéristiques du patrimoine naturel et culturel du littoral, et les milieux nécessaires au maintien des équilibres biologiques ».
Cette loi ne cherche pas à aplanir tous les conflits d’intérêt sur le littoral, mais la protection du littoral en est un élément dominant les autres.
Le principe étant posé, il faut trouver les moyens de le mettre en œuvre. En 1998, 6 communes seulement respectaient cette loi dans le Nord-Pas-de-Calais.

## L'étude d'impact
Les travaux de création et d'extension des ports de plaisance sont expressément dispensés d'une étude d'impact (Code de l'environnement, art. R.123-9 1°). En revanche, pour la réalisation de tels travaux, une notice d'impact doit être élaborée. C'est une procédure moins lourde et qui nécessite des analyses scientifiques moins poussées.

## Ports par zone littorale

### En Bretagne
Sur 1 772  km de littoral, la Bretagne abrite 52 ports de plaisance avec pontons et des dizaines de mouillages autorisés hors port, dont certains très importants, comme Dinard, Saint-Briac, Saint-Cast-le-Guildo ou Erquy. 206 197 bateaux sont immatriculés en Bretagne, (23,2 % soit ¼ de la flotte nationale de plaisance en 2007 d’après « La plaisance en quelques chiffres - étude de la DGMT sur la période de septembre 2006 jusqu’en août 2007 »), dont 60 912 voiliers et 132 334 bateaux à moteur. Les ¾ d’entre eux font moins de 6 mètres. En fait, la flotte « active » bretonne tourne plutôt autour de 75 000 unités. La plaisance est en constant développement depuis la fin des années 1960 et constitue un parc flottant qui augmente de 2,5 % par an.
Un bateau qui ne navigue pas est soit hors d’eau, soit à quai ou amarré à une bouée. On estime à plus de 60 000 le nombre d’emplacements commercialisés en Bretagne. Les ports et mouillages jouent un rôle important pour la plaisance en assurant notamment l'accueil permanent ou temporaire des bateaux. Mais aujourd’hui pontons et bouées ne suffisent plus et les mouillages sauvages foisonnent. De plus en plus nombreux, les plaisanciers rencontrent des difficultés d'accueil. En 2000, la demande de place non satisfaite correspondait à 28,4 % des places existantes dans les ports de Bretagne. Les professionnels parlent d’« engorgement chronique » et évoquent un déficit de 10 000 places, notamment en Bretagne sud et sur la Côte d’Émeraude (d’après un article du Ouest-France du 12 avril 2006).
Selon une enquête régionale sur la capacité d'accueil maritime de plaisance, il existait en l'an 2000 environ 56 000 places autorisées, réparties entre 93 concessions portuaires, 145 zones de mouillages organisés et 4 200 mouillages individuels autorisés. La pénurie de structures d'accueil face au nombre toujours croissant de navires a conduit de nombreux plaisanciers à pratiquer un mouillage sauvage, n'ayant obtenu aucune autorisation d'occupation du domaine public. Le nombre total réel de places occupées en 2000 atteindrait alors au moins 65 000.

## Principaux ports littoraux de plaisance en France métropolitaine

### Manche
| Localité                              | Nombre de places (chiffres 2004 arrondis)[réf. nécessaire] |
| ------------------------------------- | ---------------------------------------------------------- |
| Dunkerque et Gravelines               | 1200                                                       |
| Boulogne-sur-Mer                      | 500                                                        |
| Etaples-sur-Mer                       | 240                                                        |
| Dieppe                                | 500                                                        |
| Saint-Valery-en-Caux                  | 600                                                        |
| Fécamp                                | 650                                                        |
| Le Havre                              | 1050                                                       |
| Deauville                             | 1100                                                       |
| Dives-sur-Mer                         | 600                                                        |
| Ouistreham                            | 650                                                        |
| Courseulles-sur-Mer                   | 750                                                        |
| Saint-Vaast-la-Hougue                 | 700                                                        |
| Cherbourg                             | 1400                                                       |
| Granville                             | 1100                                                       |
| Saint-Malo                            | 1250                                                       |
| Saint-Cast-le-Guildo                  | 1000                                                       |
| Pléneuf-Val-André (Dahouët et Piégu)  | 620                                                        |
| Saint-Quay-Portrieux                  | 1030                                                       |
| Lézardrieux                           | 724                                                        |
| Perros-Guirec (Ploumanac'h + La Rade) | 1170                                                       |
| Trébeurden                            | 700                                                        |

### Façade atlantique
| Localité                                                              | Nombre de places (chiffres 2004 arrondis)[réf. nécessaire] |
| --------------------------------------------------------------------- | ---------------------------------------------------------- |
| Brest (Moulin-Blanc et Château)                                       | 2100                                                       |
| Douarnenez (Tréboul - Port-Rhu - Port du Rosmeur)                     | 1000                                                       |
| Camaret-sur-Mer                                                       | 750                                                        |
| Crozon-Morgat                                                         | 700                                                        |
| Loctudy                                                               | 700                                                        |
| Bénodet                                                               | 700                                                        |
| Sainte-Marine                                                         | 800                                                        |
| La Forêt-Fouesnant (Port-la-Forêt)                                    | 1130                                                       |
| Rade de Lorient (Lorient Centre, Kernevel, Locmiquélic et Port-Louis) | 1600                                                       |
| Quiberon (Port-Haliguen)                                              | 1100                                                       |
| La Trinité-sur-Mer                                                    | 1150                                                       |
| Arzon (Port du Crouesty)                                              | 1430                                                       |
| La Roche-Bernard                                                      | 500                                                        |
| Arzal                                                                 | 900                                                        |
| Piriac-sur-Mer                                                        | 650                                                        |
| La Turballe                                                           | 320                                                        |
| Le Croisic                                                            | 450                                                        |
| La Baule et Le Pouliguen                                              | 700                                                        |
| Pornichet                                                             | 1150                                                       |
| Pornic                                                                | 900                                                        |
| Île d'Yeu                                                             | 500                                                        |
| Saint-Gilles-Croix-de-Vie                                             | 900                                                        |
| Les Sables-d'Olonne (Port Olona)                                      | 1100                                                       |
| Talmont-Saint-Hilaire (Port-Bourgenay)                                | 600                                                        |
| Ars-en-Ré                                                             | 550                                                        |
| La Rochelle                                                           | 4400                                                       |
| Saint-Denis-d'Oléron                                                  | 750                                                        |
| Royan                                                                 | 1000                                                       |
| Le Verdon-sur-Mer (Port-Médoc)                                        | 800                                                        |
| Arcachon                                                              | 2600                                                       |
| Capbreton                                                             | 950                                                        |
| Hendaye                                                               | 850                                                        |
| Bordeaux                                                              | 268                                                        |

### Façade méditerranéenne
| Localité                                                                | Nombre de places (chiffres 2004 et 2023 arrondis)[réf. nécessaire] |
| ----------------------------------------------------------------------- | ------------------------------------------------------------------ |
| Cerbère                                                                 | 150 (en période estivale uniquement)                               |
| Banyuls-sur-Mer                                                         | 370                                                                |
| Port Vendres                                                            | 254                                                                |
| Collioure                                                               | 126                                                                |
| Argelès-sur-Mer                                                         | 800                                                                |
| Saint-Cyprien                                                           | 1885                                                               |
| Canet-en-Roussillon                                                     | 1300                                                               |
| Sainte-Marie-de-la-Mer                                                  | 500                                                                |
| Le Barcarès (Port-Saint-Ange, Bassin de la Tourette et Etang de Salses) | 1800                                                               |
| Port-Leucate                                                            | 1400 + 350                                                         |
| Gruissan (2 ports)                                                      | 1630                                                               |
| Narbonne-Plage                                                          | 600                                                                |
| Cap d'Agde (2 ports et berges de l'Hérault)                             | 4100                                                               |
| Frontignan                                                              | 600                                                                |
| Palavas-les-Flots                                                       | 1130                                                               |
| Carnon                                                                  | 700                                                                |
| La Grande-Motte                                                         | 1500                                                               |
| Le Grau-du-Roi (Port-Camargue)                                          | 5000                                                               |
| Port-Saint-Louis-du-Rhône (3 ports)                                     | 2900 (dont 2200 à sec)                                             |
| Fos-sur-Mer (Saint-Gervais)                                             | 840                                                                |
| Carry-le-Rouet (2 ports)                                                | 659                                                                |
| Marseille (6 ports)                                                     | 6900                                                               |
| La Ciotat (3 ports)                                                     | 1400                                                               |
| Saint-Cyr-sur-Mer                                                       | 600                                                                |
| Bandol                                                                  | 1700                                                               |
| Sanary                                                                  | 650                                                                |
| Sète                                                                    | 1850 (dont 1100 anneaux en canaux)                                 |
| Le Brusc                                                                | 825                                                                |
| Saint-Pierre-les-Embiez                                                 | 800                                                                |
| Saint-Mandrier (2 ports)                                                | 1100                                                               |
| Toulon (3 ports)                                                        | 1250                                                               |
| Hyeres                                                                  | 1350                                                               |
| Porquerolles                                                            | 689                                                                |
| La Londe-les-Maures (Port-Miramar)                                      | 1150                                                               |
| Bormes-les-Mimosas                                                      | 950                                                                |
| Le Lavandou                                                             | 1050                                                               |
| Cavalaire (2 ports)                                                     | 1100                                                               |
| Saint-Tropez                                                            | 800                                                                |
| Cogolin (2 ports)                                                       | 1750                                                               |
| Port-Grimaud                                                            | 2400                                                               |
| Sainte-Maxime (2 ports)                                                 | 750                                                                |
| Les Issambres (2 ports)                                                 | 600                                                                |
| Fréjus                                                                  | 700                                                                |
| Saint-Raphaël (2 ports)                                                 | 1750                                                               |
| Mandelieu-la-Napoule (2 ports)                                          | 1300                                                               |
| Cannes (3 ports)                                                        | 1650                                                               |
| Golfe-Juan (2 ports)                                                    | 1700                                                               |
| Juan-les-Pins                                                           | 500                                                                |
| Antibes                                                                 | 1700                                                               |
| Saint-Laurent-du-Var                                                    | 1100                                                               |
| Nice                                                                    | 500                                                                |
| Villefranche-sur-Mer                                                    | 500                                                                |
| Saint-Jean-Cap-Ferrat                                                   | 550                                                                |
| Beaulieu-sur-Mer                                                        | 750                                                                |
| Monaco                                                                  | 700                                                                |
| Menton (2 ports)                                                        | 1400                                                               |
| Saint-Florent                                                           | 920                                                                |
| Ajaccio (2 ports)                                                       | 1100                                                               |
| Bastia (2 ports)                                                        | 650                                                                |
| Macinaggio                                                              | 600                                                                |
| Sausset-les-Pins                                                        | 540                                                                |

## Principaux ports de plaisance des départements d'outre-mer

### Antilles
- Saint-Martin
  - Marina Port la Royale (à Marigot)
  - Marina du Fort Louis (à Marigot)
  - Marina de l'Anse-Marcel
  - Marina de l'Étang-aux-huitres (Oyster-Pond)
- Saint-Barthélemy
  - Port de Gustavia
- Guadeloupe
  - Port de Pointe-à-Pitre[19]
  - La Marina de Bas-du-Fort, au Gosier[20]
  - Port de Saint-François
  - Marina de Rivière Sens à Gourbeyre
  - Port du Mouillage à Terre-de-Haut
- Martinique
  - Port du François
  - Port du Diamant
  - Port du Marin[21]
  - Port du Robert
  - Port du Lamentin

### Réunion
- Port de Saint-Gilles
- Port de Saint-Leu
- Port de Saint-Pierre
- Port de Sainte-Marie
- Marine de Sainte-Rose

## Ports intérieurs de plaisance en France
| Département    | Localité               | Nombre de places (chiffres 2004 arrondis)[réf. nécessaire] |
| -------------- | ---------------------- | ---------------------------------------------------------- |
| Côte d'Or      | Port Royal d'Auxonne   | 150                                                        |
| Moselle        | Metz                   | 60                                                         |
| Moselle        | Nancy St-Georges       | 40                                                         |
| Saône-et-Loire | Mâcon                  | 420                                                        |
| Loiret         | Briare                 | 110                                                        |
| Loire          | Lac de Grangent        | 380                                                        |
| Loire          | Lac de Villerest       | NC                                                         |
| Isère          | Les Roches-de-Condrieu | 207                                                        |